# Syngonanthus cowanii
Syngonanthus cowanii är en gräsväxtart som beskrevs av Harold Norman Moldenke. Syngonanthus cowanii ingår i släktet Syngonanthus och familjen Eriocaulaceae. Inga underarter finns listade i Catalogue of Life.